# 格里诺克慕顿足球俱乐部
格里诺克慕顿足球俱乐部（英語：Greenock Morton Football Club）是位於蘇格蘭西部因弗克萊德的格里诺克（Greenock）的足球會，現時在蘇格蘭足球冠軍聯賽作賽。於1874年以「慕顿足球俱乐部」（Morton Football Club）的名義成立，是蘇格蘭其中一支在高級聯賽角逐的老牌球會。

## 球衣顏色
慕顿的主場球衣顏色傳統上是藍白橫間衫、白褲及白襪，但2006/07年球季球隊改穿藍白直間衫、白褲及藍襪。歷年來慕顿曾短暫穿著不同款式的球衣，包括類似阿根廷國家隊的天藍及白直間衫，及慕顿式藍白格仔衫等。而作客球衣的款式改變更多，在2003/04年球季是全黃款式；2004/05年球季改為全白款式，於2005/06年球季則成為第三球衣，而作客球衣採用懷舊的格仔款式。
而球衣的主贊助商標「millions」是球會主席杜格拉斯·拉爾（Douglas Rae）屬下「Golden Casket (Greenock) Ltd.」的糖果糕點品牌。

## 主場球場
慕顿的主場位於格里诺克市內的卡比勞公園球場（Cappielow Park），於20世紀初已以此為家。球場近期才完成重修，現時可容納約11,000名觀眾，其中坐席佔5,741個。西面球門後方為「威柏林看台」（Wee Dublin end），設有無靠背的長凳坐席；主看台則於1990年代末期轉為獨立塑膠坐席；草坪北面為「牛棚」（Cowshed），以前為階梯看台供主場及作客球迷一同入座，現時只供主場球迷及正前方改為獨立塑膠坐席；在東面球門後方是「辛克萊街看台」（Sinclair Street end），仍然是無頂蓋的階梯看臺。
2008年12月慕顿以5萬英鎊向即將搬遷的聖美倫購置其東看台設施，用以改善卡比勞的作客球迷看台。

## 敵對球隊
慕顿與鄰近的聖美倫有非常猛烈的敵對關係，但原本聖美倫的打吡對手應為同樣來自佩斯利（Paisley）的阿柏康（Abercorn），惟後者於1920年代因破產而倒閉；而慕顿的打吡對手應為格拉斯哥港竞技（Port Glasgow Athletic），早於1912年已停止參加高級組足球比賽，格拉斯哥港竞技曾於1917年至1921年與慕顿共用卡比勞作為主場，由於其主場在大戰時被徵用為當地船塢的遮蔽物。
慕顿與基爾馬諾克傳統上亦有敵對關係，但較為溫和及因處於不同級別而較少對碰機會。慕顿與艾迪爾聯（Airdrie United）最近亦發展敵對關係，部分源自一場對碰，因球證扭傷而需由旁證代勞，其空缺卻由一名慕顿主場球迷瓜代，結果慕顿以3-1獲勝，賽後艾迪爾聯大表不滿，認定代任旁證有偏幫主隊；同時與近年同樣沒有傳統打吡對手的鄧巴頓及艾爾聯發展敵對關係。

## 榮譽
- 蘇格蘭足總盃
  - 冠軍：1921/22年；
  - 亞軍：1947/48年；
- 蘇格蘭聯賽盃
  - 亞軍：1963/64年；
- 蘇格蘭聯賽挑戰盃
  - 亞軍：1992/93年；
- 蘇格蘭甲組聯賽〈頂級〉
  - 亞軍：1916/17年；
  - 季軍：1915/16年、1918/19年；
- 蘇格蘭乙組聯賽〈第二級〉
  - 冠軍：1949/50年、1963/64年、1966/67年；
  - 亞軍：1899/00年、1928/29年、1936/37年；
  - 季軍：1897/98年、1935/36年、1961/62年、1962/63年；
- 蘇格蘭甲組聯賽〈第二級〉
  - 冠軍：1977/78年、1983/84年、1986/87年；
  - 季軍：1995/96年；
- 蘇格蘭乙組聯賽〈第三級〉
  - 冠軍：1994/95年、2006/07年；
  - 亞軍：2005/06年；
  - 季軍：2004/05年；
- 蘇格蘭丙組聯賽〈第四級〉
  - 冠軍：2002/03年；

## 著名球員
- 羅拔·安梳爾（Robert Earnshaw）
- Paul Hartley
- （Joe Jordan）
- Mark McGhee
- Derek McInnes

## 外部連結
- Official Website
- Greenock Morton Supporters Trust （页面存档备份，存于）
- TonTastic Media Archive
- Greenock Morton Fans Site
- Morton-MAD （页面存档备份，存于）
- Morton BBC My Club page （页面存档备份，存于）